# Vencseng hercegnő

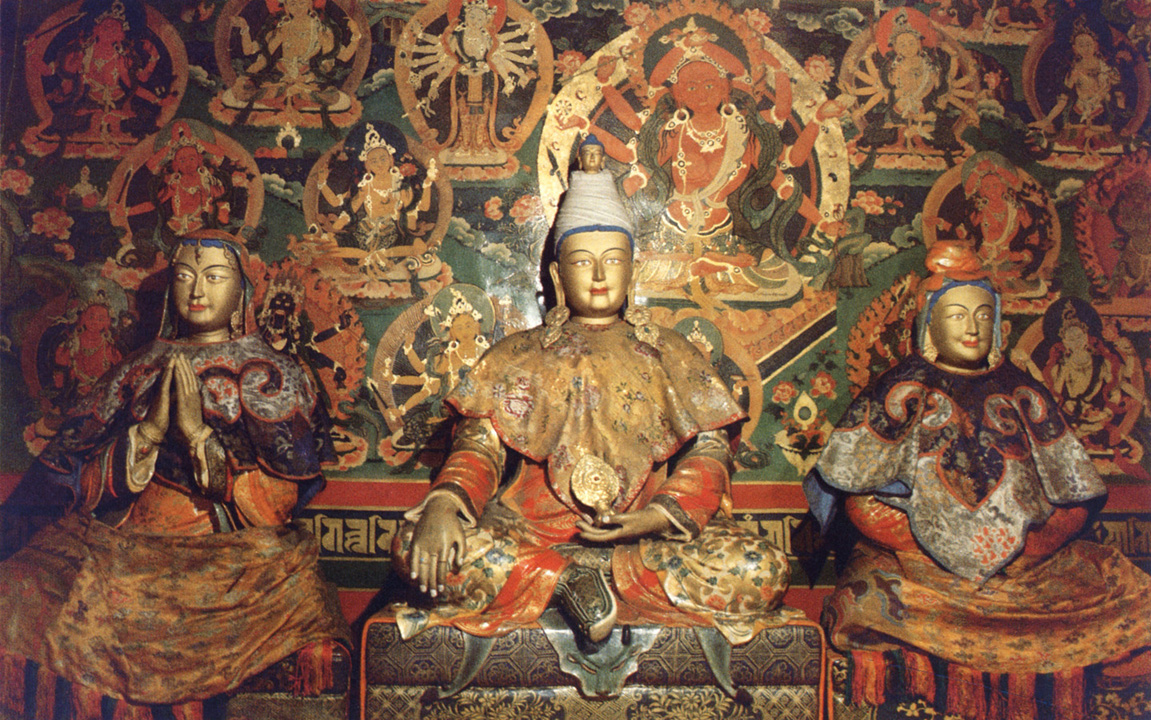
Szongcen Gampo (középen) és feleségeinek Vencseng (jobbra) és Bhrikuti (balra) szobrai

Vencseng hercegnő (tibeti: Mung-csang Kungco; kínai: 文成公主, pinjin: Vencseng Kongcsu; 628–680/2), családneve Li, a kínai Tang-dinasztia királyi klánjának egy kevésbé jelentős ágának tagja volt. 641-ben Tang Taj-cung kínai császár beleegyezésével hozzáment Tibet királyához Szongcen Gampo-hoz, érdekházasságot kötve ezzel a két ország között. Tibetben elterjedt elnevezése Gyasza, azaz „kínai feleség”.
Az életének nagy részét legendák színezik, amelyet propaganda célokra használtak. A Tang-dinasztia korából származó kínai források szerint Vencseng hercegnő vezette be Tibetbe a kínai kultúrát, a tibeti források szerint pedig a király másik feleségével, a nepáli Bhrikuti hercegnővel együtt, ketten voltak felelősek a buddhizmus Tibetben történő megalapításában. A hagyományos tibeti történészek mindkét feleséget Tárá, az együttérzés istennőjének az újjászületésének tekintik.

## Kulturális jelentősége

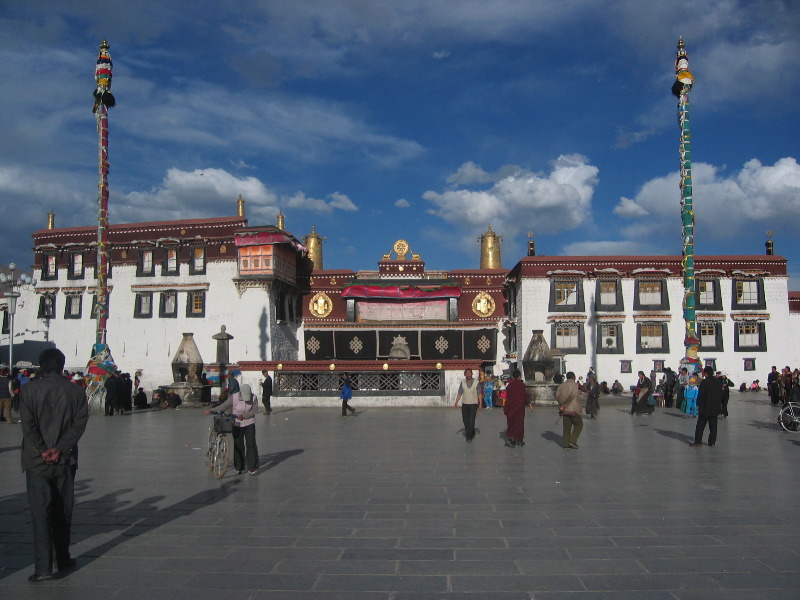
Vencseng és Bhrikuti öröksége - Dzsokhang Lhásza városában - a két feleség által hozományként kapott buddha-szobrok számára építtette Szongcen Gampo király.

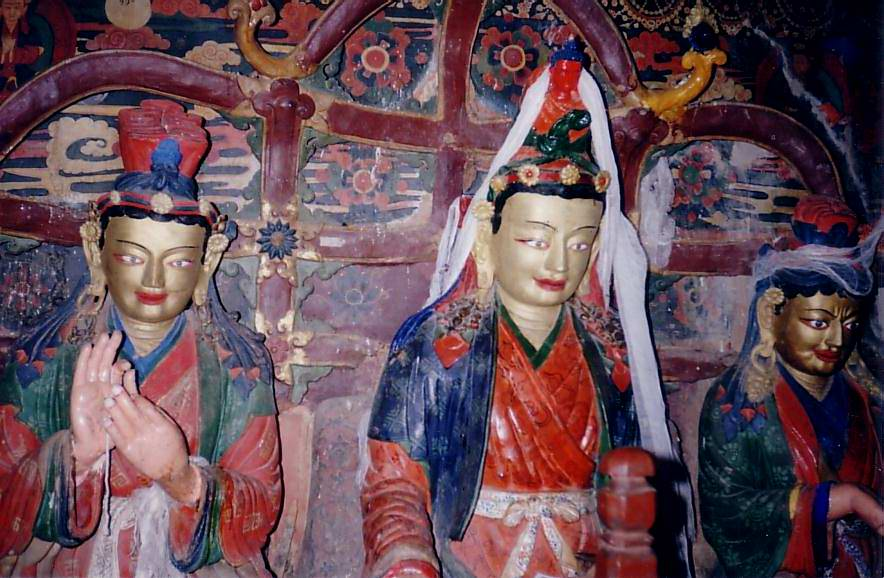
Szongcen Gampo Vencseng és Bhrikuti társaságában

Szongcen Gampo és Vencseng abban a reményben kötöttek házasságot, hogy ezzel támogatják Tibet és Kína harmonikus kapcsolatát. Széles körben úgy tartják, hogy a két külföldi hercegnővel kötött érdekházassággal jelentős buddha-szobrok érkeztek Tibet területére és a két nő közbenjárására épülhetett meg a  Dzsokhang templomegyüttes Lhásza városában. A Vencseng hercegnő utazásáról és későbbi életéről szóló történetek legendákká nőtték ki magukat és már nehéz elválasztani a valósat a kitalálttól.
A kínai kultúrán és a buddhizmuson kívül Vencseng hercegnő kereskedelmi szerződések és a selyemúton való biztonságos közlekedés ígéreteit is magával vitte Tibetbe. A hozománya nem csupán rengeteg aranyból állt, hanem finom bútorokból, selymekből, porcelánokból, könyvekből, ékszerekből, hangszerekből és orvosi könyvekből. Ráadásul új mezőgazdasági módszerek, földművelő, szövő- és egyéb eszközök is beáramlottak a himalájai ország területére.
A kínai források szerint Vencsenggel érkezett a kínai kultúra Tibetbe, a tibeti források azonban ezt nem támasztják alá. A tibetiek úgy hiszik, hogy Szongcen Gampo mozdította előre a technikai és társadalmi fejlődést azzal, hogy a főváros székhelyét áttette Lhászába és hatalmas birodalmat épített.
Szintén Vencseng hercegnőhöz kapcsolják a Nedong-megyében található Tradruk templom alapítását is. Egy Vencseng névvel díszített thangkát a mai napig őriznek az egyik kápolnájában.
Vencseng hagyatéka ma is tovább él. Költők generációi zengtek neki himnuszokat. Évente két hagyományos ünnepnapon, a negyedik és a tizedik holdhónap 15. napján, az ő tiszteletére énekelnek és táncolnak a tibeti emberek.